# Distretto di Pudukkottai
Il distretto di Pudukkottai è un distretto del Tamil Nadu, in India, di 1 452 269 abitanti. Il suo capoluogo è Pudukkottai.